# Euproctis magna
Euproctis magna är en fjärilsart som beskrevs av Swinhoe 1891. Euproctis magna ingår i släktet Euproctis och familjen tofsspinnare. Inga underarter finns listade i Catalogue of Life.